# Saint-Marsal
Saint-Marsal (catalansk: Sant Marçal) er en by og kommune i departementet Pyrénées-Orientales i Sydfrankrig.

## Geografi
Saint-Marsal ligger 54 km sydvest for Perpignan. Nærmeste byer er mod syd Taulis (6 km) og Amélie-les-Bains (20 km).

## Demografi

### Udvikling i folketal
| 1962                                                              | 1968 | 1975 | 1982 | 1990 | 1999 | 2007 | 2011 | 2014 |
| ----------------------------------------------------------------- | ---- | ---- | ---- | ---- | ---- | ---- | ---- | ---- |
| 135                                                               | 117  | 108  | 104  | 77   | 85   | 103  | 94   | 96   |
| Tal fra og med 1962 er uden dobbelttælling (sans doubles comptes) |      |      |      |      |      |      |      |      |